# Tina Tyler
Tina Tyler  (Vancouver-sziget, Kanada, 1965. július 16. –) kanadai pornószínésznő.
Német családban nőtt fel. Háromszor ment férjhez, 1984-ben, 1993-ban és 1999-ben.

## Válogatott filmográfia
| - Cock Loving Moms (2006) (V) - Bonesaw (2006) (V) - Playgirl: Deep Indulgence (2006) (V) - She Sucks! (2005) (V) - The World of Sexual Variations 2 (2005) (V) - Exposed: Featuring Dee (2004) (V) - The Masseuse (2004) (V) - Love and Bullets (2004) (V) - College Girls Reunion (2004) (V) - Group Sex 4: Bottoms Up (2004) (V) - Fine Bi Me (2004) (V) - Sweetheart (2004) (V) | - MILTF Gone Wild (2004) (V) - Dirty Thirties & Lesbian 2 (2003) (V) - Secret Sins (2003) (V) - The Ozporns Go to Hell (2003) (V) - Girl Show 2 (2002) (V) - The Ozporns (2002) (V) - Stranger (2002) (V) - Pandora's Box (2002) (V) - Going Down (2002) (V) - Creating Kate (2002) (V) - Pile Driver (2002) (V) - Felix the Lucky Slave 3 (2002) |